# أن مولر
أن مولر (بالألمانية: Anne Müller) مواليد 5 يوليو 1983 في ألمانيا، هي لاعبة كرة يد ألمانية. مثلت منتخب ألمانيا لكرة اليد للسيدات. شاركت في دورة الألعاب الأولمبية الصيفية سنة 2008. حققت المركز الثالث في بطولة العالم لكرة اليد للسيدات 2007.

## سجل المنافسة
شاركت في البطولات التالية:
- بطولة العالم لكرة اليد للسيدات 2011
- بطولة أوروبا لكرة اليد للسيدات 2012
- بطولة أوروبا لكرة اليد للسيدات 2014

## الميداليات
| الميدالية | المسابقة                            |
| --------- | ----------------------------------- |
| برونزية   | بطولة العالم لكرة اليد للسيدات 2007 |

## روابط خارجية
- أن مولر على موقع الاتحاد الأوروبي لكرة اليد (الإنجليزية)
- أن مولر على موقع أوليمبيديا (الإنجليزية)